# スカイエース
『スカイエース』（原題：Aces High）は、1976年に公開された英仏合作の第一次世界大戦を舞台にした戦争映画。
1928年のロバート・C・シェリフの戯曲「旅路の果て」（Journey's End） に基づき、1963年のセシル・ルイスの回想録「Sagittarius Rising」と1973年のアラン・クラークの第一次世界大戦史「Aces High」の内容が落とし込まれている。
「旅路の果て」（Journey's End）の歩兵部隊による塹壕戦を、イギリス陸軍航空隊（Royal Flying Corps）に置き換え、寿命は平均二週間とも言われるほど高い死亡率であったパイロット達と飛行隊の一週間を描いている。
日本公開時のキャッチコピーは、『大編隊で襲来する ドイツ空軍を迎えて一大空中戦を挑む 英空軍若きパイロットたちの雄姿！』
1976年のイブニング・スタンダード英国映画賞（英語: Evening Standard British Film Awards）において、最優秀作品賞、クロフトを演じたピーター・ファースが最優秀新人賞を受賞している。

## ストーリー
1916年10月、第一次世界大戦の真っただ中、ジョン・グレシャム（マルコム・マクダウェル）は母校の後輩に向けて国の為に戦うことの素晴らしさを唱える講演を行っていた。凛々しいグレシャムの姿に憧れる後輩達は目を輝かせ、クロフト（ピーター・ファース）もその中の一人であった。
その一年後の1917年10月、グレシャムが中隊長を務める北フランスの第76飛行隊の基地に補充兵として新兵のクロフトが赴任する。クロフトはグレシャムの母校の後輩でありながら、婚約者の弟でもあった。歓迎されるとばかり思っていたクロフトであったが、あまり歓迎していない様子のグレシャムの態度に戸惑い、また前線での生活はクロフトが考えていたほど甘いものではなかった。
たった十数時間の飛行経験しかないクロフトは空中と地上の両方で生き残る方法についてできるだけ早く学ぶことを余儀なくされる。天真爛漫な学生から軍隊のパイロットへなるための生活の中で、クロフトはグレシャムの於かれた厳しい立場を理解するようになると、憧れは尊敬へと変わっていく。
クロフトは慣れない生活の中で優しく接してくれたシンクレア（クリストファー・プラマー）との空中撮影の任務中に自分の操縦する機体でシンクレアを亡くし、感情を抑えきれなくなる。しかしそれはグレシャムも同じことであった。
赴任から七日目を迎える日、中隊は本部指令でドイツ軍の偵察気球を爆破しに行くこととなる。クロフトは最低限の飛行技術を獲得したように見えたが、ドイツ機との空対空衝突で死亡してしまう。
任務は遂行したもののクロフト以外にも連れ立った部下を全員亡くし、一人空しく基地に戻ったグレシャム。また十数時間の飛行経験しかない新しい補充兵を迎え、オフィスの窓からぼんやりと飛行場を眺める。するとそこに、ゆっくりとこちらに向かってくるクロフトの姿が、しかしそれは心神喪失したグレシャムが見た幻影にすぎなかった――。

## キャスト
| 役名                   | 俳優                     | 日本語吹替   |
| 役名                   | 俳優                     | 日本テレビ版 |
| ---------------------- | ------------------------ | ------------ |
| ジョン・グレシャム     | マルコム・マクダウェル   | 堀勝之祐     |
| シンクレア             | クリストファー・プラマー | 阪脩         |
| スティーブン・クロフト | ピーター・ファース       | 安原義人     |
| クロフォード           | サイモン・ウォード       | 池田秀一     |
| トンプソン（トミー）   | デヴィッド・ウッド       | 広瀬正志     |
| 校長                   | ジョン・ギールグッド     |              |
| シルキン陸軍中佐       | トレヴァー・ハワード     |              |
| ライル大佐             | リチャード・ジョンソン   |              |
| ホワイル准将           | レイ・ミランド           |              |
| ポネル                 | ジャックス・モーリー     |              |
| ロバーツ               | クリストファー・ブレイク |              |
| ウェイド               | エリオット・クーパー     |              |
| ベネット               | デビッド・ダカー         | 飯塚昭三     |
| ジョイス               | バリー・ジャクソン       |              |
| ベッケンワー           | ジル・ベア               |              |

- 日本語版監修：清水俊二
- 日本テレビ：放送日 1981年12月25日（株式会社アネックから発売のHDリマスター版 DVD・Blu-rayに収録）

## 原作
1928年のロバート・C・シェリフの戯曲「旅路の果て」（Journey's End） に基づいたストーリーになっており、「旅路の果て」の登場人物に当てはめることができる。
| スカイエース           | 旅路の果て（Journey's End） |
| ---------------------- | --------------------------- |
| ジョン・グレシャム     | スタンホープ                |
| シンクレア             | オズボーン                  |
| スティーブン・クロフト | ラーリー                    |
| クロフォード           | ヒバート                    |
| トンプソン（トミー）   | トロッター                  |
| ベネット               | メイソン                    |

同じ「旅路の果て」（Journey's End）を原作にした映画として、Journey's End（1930）、The Other Side（1931）、ヘル・フロント～地獄の最前線～（原題：Journey's End、2017）がある。

## その他
- メインテーマはドイツを代表する軍隊行進曲「旧友」（Alte Kameraden）である。
- 劇中でパイロット達が歌う曲は“the Bold Aviator”や“The Dying Aviator”などと呼ばれる曲[2]で色々なバージョンが存在するが、本作で使用されているのは「マイ・ボニー」（My Bonnie Lies over the Ocean）というスコットランド民謡に合わせて歌われるバージョンである。